# Joachim Andersen

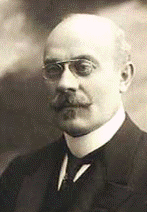
Joachim Andersen

Joachim Andersen (ur. 29 kwietnia 1847 r. w Kopenhadze, zm. 7 maja 1909 r. w Bagsværd) – duński flecista, dyrygent i kompozytor.